# Stanić
Stanić je napušteno naselje na otoku Cresu. Naselje ima 5-6 kuća i manje je od 50 metara.
Administrativno, naselje pripada gradu Cresu.

## Zemljopisni položaj
Nalazi se unutrašnjosti otoka, jugoistočno od Vranskog jezera, uz cestu Cres – Mali Lošinj. Nadmorska visina naselja je oko 150 metara. Vransko jezero se nalazi oko 500 metara zapadno od mjesta.
Najbliže naselje je Vrana (1 km jugoistočno).

## Stanovništvo
Prema popisu iz 2001. godine, naselje nema stanovnika.
| broj stanovnika |       |       | 55    | 58    | 51    | 67    |       |       | 35    | 29    | 12    | 9     | 7     | 2     |       |       |       |
|                 | 1857. | 1869. | 1880. | 1890. | 1900. | 1910. | 1921. | 1931. | 1948. | 1953. | 1961. | 1971. | 1981. | 1991. | 2001. | 2011. | 2021. |

## Vanjske poveznice
- Grad Cres: Naselja na području grada Cresa